# 篮球

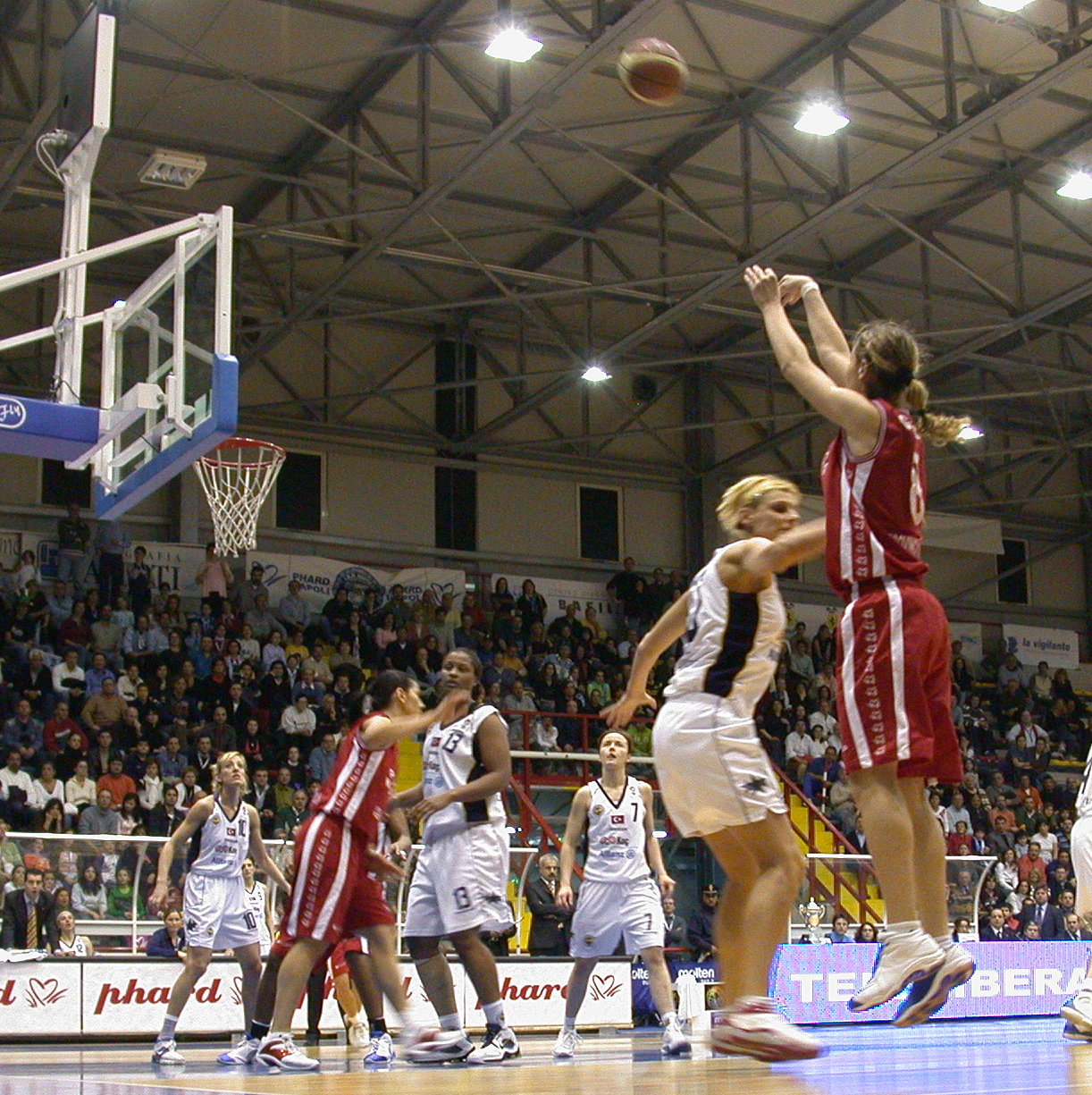
一场女子篮球赛

籃球，是一種由兩隊參與，在一個長方形籃球場進行的球類運動。每隊出場5名隊员，攻方可將球向任何方向傳、投、拍、滾或運，目的是將籃球投入守方球籃得分，並阻止對方得分。籃球是世界上最多人觀看的球類活動之一，從1936年起就是奧運會的正式競賽項目之一。在三分線內投進可得兩分，若在三分線外投籃，可以得到三分。在比賽結束時，得分最多的球隊獲勝，但若二隊平手，會進行延長賽。在球賽中，控球者可以用持續運球（將球彈到地上，再反彈到自己手中）的方式行進或奔跑，也可以將球傳給其他隊員，但若走步（掌控球者沒有運球，且移動超過指定範圍或指定方式）、翻球或二次運球均是違例。
如果違反籃球比賽的遊戲規則，罰則為失去控球權並由對方發界外球。犯規分為一般性犯規（如有身體接觸而侵犯他人等）與技術性犯規（如粗言穢語、不服判決、延誤比賽等非體育道德行為等），若個人於單場比賽中累計犯規超過一定次數，將被判下場，無法繼續上場比賽。若一球隊正要投籃時，防守球隊犯規，進攻球隊獲得罰球的機會。如有技術性犯規（例如動作粗野，侮辱對手）時，另一隊可以罰球，而且罰球後可自中場發球。
在職業联赛中，美国國家籃球協會(NBA)最为出名，是美國乃至於全球最高水平的職業籃球聯賽，其球隊遍佈全美，历届美国在奥运会的篮球项目金牌呈垄断性，是以被称为篮球王国。歐洲籃球聯賽亦享有極高的水平和知名度。美国的職業籃球联赛除了NBA，还有國家女子籃球協會(WNBA)。国際赛则以奧林匹克運動會的籃球項目為最高榮譽。
在大眾文化中，籃球亦同樣是全世界最風行的運動之一，並按照所能使用的場地大小、所能參與的人數多寡、時間限制等因素，籃球更常以一對一單打、三對三等街頭籃球比賽的形式，並搭配相對應的規則來進行。

## 歷史

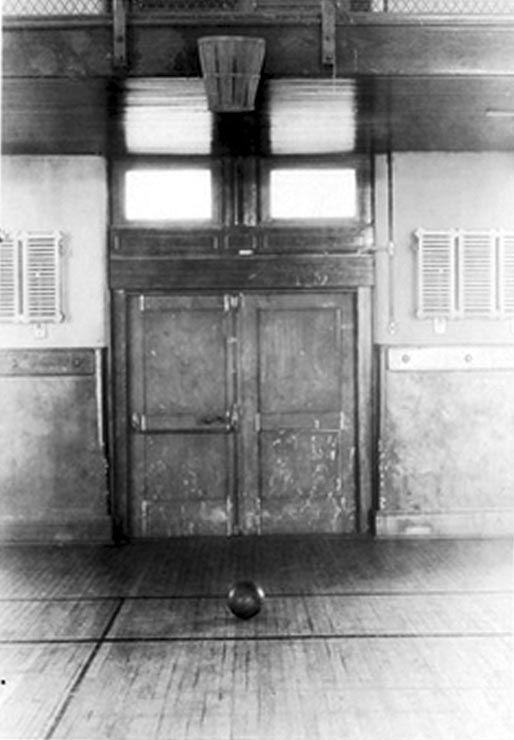
位于春田学院的世界上第一个篮球场

籃球運動起源於1891年12月21日，由美國麻塞諸塞州春田市基督教青年會學校（现今春田学院）體育教師詹姆斯·奈史密斯（James Naismith）博士發明。當時投擲以裝桃的籃子為目標，所以取名為籃球。最开始的篮球运动所使用的球是足球，直至1950年代晚期，汤尼·辛科尔才引进了该项运动专用的褐色篮球。最初籃球比賽上場人數、場地大小、比賽時間均無嚴格限制，只要人數相等就可以比賽。1932年瑞士日內瓦召開第一次國際籃球會議，同年在羅馬成立了國際業餘籃球總會。1948年國際籃總決定從1950年開始每四年舉行一次世界籃球錦標賽，在2012年宣佈更名為男子世界盃籃球賽。
女子籃球運動是從1917年興起的，當時上場隊員9人，1920年後改為每隊6人，之後又改為每隊5人。1953年於智利舉辦第一屆世界女子籃球錦標賽，並決定以後每四年舉行一次。
國際籃球總會規定，奧運會籃球賽參加比賽的男子隊伍為十二隊，資格是上屆奧運會前三名，主辦國，北美洲、南美洲、中美洲、大洋洲、亞洲、歐洲、非洲的冠軍隊和世界性資格賽的第一名。參加比賽的女子隊伍為八隊。參加資格是上屆奧運會的前三名，主辦國和世界性選拔賽的前四名。歷屆奧運會上成績最佳的是美國籃球隊和蘇聯籃球隊。1992年巴塞隆納奧運會開始，職業籃球選手可以參加奧運會比賽，提高了奧運會籃球賽水準。

## 球隊
每支篮球队，包括队长在内，被赋予比赛权力的球員不得超过12位。球员的制服应包括：
- 球衣：球衣前后应同一底色，比赛时必须将球衣的下边塞入短褲內。
- T恤：允许在球衣內穿著T恤，但必须与球衣颜色相同。
- 短褲：短褲前后应同一底色，且必须与球衣颜色相同。
- 緊身褲：允许在短褲內穿著长度超出褲口的紧身内裤，颜色不須与球衣相同。

为方便识别，每一球員球衣前后，应有与球衣颜色显著不同的平面實體號碼，且号码需清晰易见。 背部的号码至少应高20公分，前胸的号码至少应高10公分，号码的笔直宽度不得小于2公分。
此外，球隊至少要准备两套颜色不同的球衣：赛程表上排名在前的队伍（主隊），應著淺色球衣（最好是白色）；赛程表上排名在后的队伍（客隊），應著深色球衣。

### 球员受伤
在比赛中，如果球員受傷，裁判可以停止比賽。 但如果是在活球时发生球员受伤，裁判应等到控球隊投籃、失去控球權、持球停止進攻或死球时，才可鸣笛停止比赛。比赛中任何一位正在流血或有開放性傷口的球員应被替补离场。

### 教練的職責與權利
教練是球隊在場上的代表，仅能在死球停表时，可以向職員詢問，以获得必要之訊息。 若球隊对比賽結果提出抗議，教練應在比賽结束后，立刻通知裁判員，并在纪录表“抗議球隊教練簽名欄”上簽名。

## 比賽規則

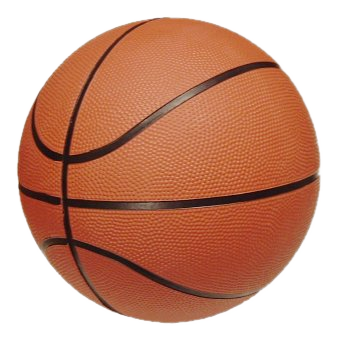
籃球

### 比赛时间、得分与延長賽
篮球比赛时间一般为四节，但部分比赛，例如NBA新秀挑戰賽，则为两节（2019年以后的NBA新秀挑战赛也改为四节）。每节比赛之间以及每节延長賽之前，休息时间为两分钟；中场休息时间为十五分钟；比赛表訂開始時間前，應有二十分钟的休息时间。如第四节时间结束双方得分相同，则需进行每次五分钟的延長賽，直至分出胜负。
如果在比赛结束前，几乎与计时钟信号响起同时，发生犯规，则应在比赛结束后进行罰球。若因罰球导致比赛进入延長賽，任何在比賽時間結束後的犯規，都視為發生在比賽休息時間內的犯規，應於延長賽開始前執行罰球。

### 每節或比賽的開始與結束
第一节比赛以跳球开始，当球被一位球员合法拍拨时，比赛正式开始；其他各节的比赛开始于发界外球后，当球觸及一位場上球員或被一位場上球員合法觸及时，比赛开始。 如果一队出場球員不足五人，比赛不得开始。所有比赛的下半時，兩隊應互換球籃；所有延長賽，應繼續第四節之進攻方向。

### 球的狀態
在篮球比赛中，球的状态分为活球和死球两种。
以下情况，球成为活球：
- 跳球时，球被一位跳球員合法拍及。
- 罰球時，球置於罰球員可處理的位置。
- 發界外球時，球置於發球員可處理的位置。

界外球是指：当球因个人或其他因素，触碰到了场外，或碰到场外的任何物品，则会被判出界，裁判需把球交給对方。 简而言之，只要最后被碰到的是球員，就算出界。
以下情况，球成为死球：
- 投球合法中籃後，活球或繼續比賽時，任何一位裁判鳴笛。
- 罰球時球確定不能中籃，而罰球後又另有罰球。
- 每一節結束，計時鐘信號響起。
- 一隊正在控制球時，二十四秒信號響起。
- 投籃之後，球正在空中，被任何一位球員觸及时，发生下列情况：

以下情况，即使出现死球情况，投中依然有效：
- 投籃時，球在空中，且：
  - 任一裁判鳴笛。
  - 每一節結束計時鐘信號響起。
  - 二十四秒信號響起。
- 罰球時球在空中，任一裁判鳴笛而非主罰球員本身違規时。

### 跳球與球權輪替
裁判於中圈將球在不同隊的球員間拋起时，稱為跳球。跳球必须经过两位跳球員的一人或两人拍拨才合法。
跳球时，兩位跳球員應雙足站立在距本籃較近的半圈內，一足靠近跳球員之間的線。裁判將球在兩位跳球員間向上（垂直）拋起，其高度應超過兩位跳球員能跳起之高度，並使球能在兩人之間落下。 球達最高點後，必須經過兩位跳球員中之一人或兩人合法拍撥。
在球未經合法拍撥前，跳球員不得離開原位。跳球員不得直接接球，拍球不得超過二次，第二次拍球後球未觸及其他八位非跳球員中的任何一人、地板、球籃或籃板時，不得再行觸球。
以下情况，需要进行跳球：
- 宣判爭球時。
- 球出界，分不出球是那一隊時。
- 最後一次或僅只一次罰球未中籃，雙方球員違例。
- 活球時，球停擱於籃圈架上。
- 球成死球時，無任何一隊控制球或賦予球權。

为了加快比赛节奏，比赛中會以發界外球取代跳球。發界外球的地点为发生跳球狀況最近之界外处。第一节比赛开始跳球后，未获活球控球權的隊伍，开始球權的輪替程序。每一節結束時，賦予下次球權輪替程序的球隊，於下一節開始時，在紀錄台對面中線延伸線處發界外球。
禁區是指「衝撞免責區」，意指進攻方的衝撞都是合理的。在國際規則中，在禁區的防守者必須要起跳，如未起跳可視為阻擋犯規。
球权轮替的规则如下：
- 當球置於發球員可以處理的位置時，球權輪替開始。
- 球权轮替在以下情况下结束：
  - 球觸及場上一位球員或被場上一位球員合法觸及。
  - 發界外球的隊伍違例。
  - 發界外球時，活球停擱於籃圈架上。

### 中籃與計分法
當活球經籃圈上面入籃，停留在籃內或由籃中落下時，稱為中籃。
中篮是指攻进对方的篮筐，得分情况如下：罰球中籃得1分；二分投籃區域投球中籃得2分；三分投籃區域投球中籃得3分。最后一次或仅一次罚球，球觸及籃圈之後，在进入球籃之前，被進攻或防守球員合法觸及，算2分。
若球员意外的将球投入自己的籃，篮算2分，並登入在對隊隊長名下。若一位球員故意將球投入自己的籃，則屬違例，得分也計。若一位球員使整個球體由籃圈下方向上穿過籃圈，應屬違例。

### 發界外球
发界外球的球员，应站在裁判指定正確位置上，并由裁判遞交球給發球員。
發球員發界外球時，不得：
1. 超過5秒球才離手。
2. 當發球的同時，踏進場內。
3. 發球離手後，不得使球觸及界外，或停擱在籃圈支架上，或在未觸及場內球員之前中籃。
4. 不得在球觸及其他球員之前，再度觸球。
5. 不得發球越過籃板，傳給場內球員。
6. 發界外球球員，可在發球地點橫向移動，在球傳出之前，不得超越裁判所指定的一個方向太多。

其他球員，不得：
1. 在球體未越過界線前，身體任何部分不得越過界線。
2. 場外障礙物離界線不滿2公分時，與發球員至少要有1公尺的距離。

### 請求暫停
教練或助理教練可以請求將比賽暫時停止，每次暂停时间为1分钟或半分钟。
以下情况下允许教練或助理教練請求暫停：
- 球成死球、計時鐘停止，且裁判向紀錄台工作人員聯繫完畢後。
- 對隊投籃得分。

每隊在上半時有2次請求暫停的機會，在下半時內有3次請求暫停的機會，每一次延長賽有1次請求暫停的機會。 未使用之「請求暫停的機會」不得留到下半時或延長賽中使用。
第一次罚球或仅只一次的罚球，继续比赛时，不得允许球队请求暂停，直到经一段开表时间之后再成死球时，才允许请求暂停。以下情况例外：
- 在執行罰球中間發生犯規。在此情況下，應先完成罰球，並在執行新的罰則繼續比賽前，可請求暫停。
- 在執行最後一次罰球後，繼續比賽前發生犯規。在此情況下，應先給予暫停，再執行新的罰則繼續比賽。
- 在執行最後一次罰球後，繼續比賽前宣判違例，其罰則為跳球或發界外球時。

第四節或每一延長賽最後2分鐘，球中籃得分計時鐘撥停時，得分隊不得請求暫停，除非裁判已停止比賽。

### 球員替補
替補員入場前，應先向紀錄員報告，並準備即刻參與比賽。
以下情况下可以进行球员替补：
- 球成死球且停錶時，裁判向紀錄台工作人員聯繫完畢之後。
- 第四節或延長賽最後2分鐘，球中籃得分，非得分隊請求球員替補。

替補手續應盡速完成，一位球員5次犯規或奪權犯規時，必須盡速完成替補（約30秒），若裁判認為該隊無理延誤時，應宣判該隊暫停1次。如果該隊已無暫停，則應宣判教練技術犯規1次。
主罰球時僅該罰球員可被替補，但必須符合下列規定：
- 第一次罰球或僅有一次的罰球的繼續比賽之前所請求者。
- 最後一次或僅有一次的罰球罰中，球成為死球時。

下列情況主罰球員應被替補下場：該球員受傷；該球員已5次犯規；該球員已被取消資格。

### 球隊棄權判沒收比賽
以下情况下，球隊会被判棄權，判沒收比賽：
1. 比賽開始時間15分鐘，球隊缺席或不足5位球員。
2. 球隊的行為妨礙比賽正常的進行。
3. 在裁判指示比賽開始後，拒絕出場比賽。

球隊被判棄權后，對隊獲勝，分數應記為20比0，棄權隊之積分為0分。

### 人數不足判定失敗
在比赛中，如果一球隊在場的球員少於兩人，應即判定失敗。若獲勝隊伍得分較多，則中止比賽時之紀錄分數應有效，反之則應以此2比0作為對隊獲勝。人數不足的一隊在該場的積分統計得1分。 以兩場總分判定勝負的比賽（主客場），第一場或第二場被判人數不足時，均則輸掉該系列比賽。

## 身高
男性職業篮球員大部份身高都超過6英尺3英寸（1.91），女性職業篮球員則超過5英尺7英寸（1.70）。後衛強調肢體協調及控球能力，多半會是球隊中身高最矮的人員。幾乎大部份頂級職篮球的前鋒都超過6英尺6英寸（1.98），大部份中鋒會超過6英尺10英寸（2.08）。根據一份NBA所有球隊的問卷，NBA球員的全均身高為6英尺7英寸（2.01），平均體重接近222磅（101）。NBA歷史上身高最高的球員是马努特·波尔及乔治·穆雷桑，身高7英尺7英寸（2.31）。WNBA歷史上身高最高的球員是瑪歌查塔·迪德克，身高7英尺2英寸（2.18）。